# Maschalocephalus
Maschalocephalus là một chi thực vật có hoa trong họ Rapateaceae.